# K.u.k. Ulanenregiment „Graf Auersperg“ Nr. 8

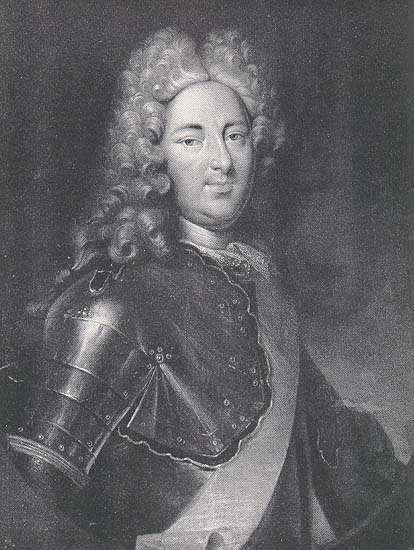
Der Regimentsgründer, Markgraf Wilhelm-Friedrich von Brandenburg-Ansbach

Das Regiment war ein Kavallerieverband, der 1718 als Dragoner-Regiment Württemberg für die kaiserlich-habsburgische Armee errichtet wurde. Aus diesem entwickelte sich im Laufe der Zeit bis hin zur Gemeinsamen Armee innerhalb der Österreichisch-Ungarischen Landstreitkräfte das k.u.k. Ulanenregiment „Graf Auersperg“ Nr. 8.
Als im Jahre 1769 eine Rangliste der Kavallerie-Regimenter erstellt wurde, erhielt der Verband darin die Bezeichnung Cavallerie-Regiment Nr. 28 zugewiesen. Das war jedoch nicht der Name des Regiments, da bis zum Jahre 1798 diese weiterhin nach ihren jeweiligen Regimentsinhabern (die nicht auch der Kommandant sein mussten) benannt wurden. Eine verbindliche Regelung der Schreibweise existierte nicht. (z. B. Regiment Graf Serbelloni – oder Regiment Serbelloni.) Mit jedem Inhaberwechsel änderte das betroffene Regiment dann auch seinen Namen.
Nach der Änderung des Systems 1798 galt vorrangig die nummerierte Bezeichnung, die unter Umständen mit dem Namen des Inhabers verbunden werden konnte. Hierbei erfolgte die Umbenennung in Dragoner-Regiment (leichtes) Nr. 10
Zur Systematik wurden nachträglich auch folgende Nummerierungen eingeführt: 1718 (nach Tessin), Dragonerregiment D VIII (nach Bleckwenn).
Alle Ehrennamen der Regimenter wurden im Jahre 1915 ersatzlos gestrichen. Das Regiment sollte von da an nur noch „Ulanenregiment Nr. 8“ heißen. (Dies ließ sich jedoch im allgemeinen Sprachgebrauch nicht durchsetzen, einerseits weil sich niemand daran hielt, andererseits hatte die sparsame k.u.k. Militäradministratur verfügt, zuerst alle vorhandenen Stempel und Formulare aufzubrauchen.)

## Formationsgeschichte
Laut Convention vom 29. Januar 1718 vom Markgrafen Wilhelm Friedrich von Brandenburg-Anspach in Bayern als Dragoner-Regiment aufgestellt und auf sechs Jahre kaiserlichen Diensten überlassen (laut Capitulation und Vollmacht war die eigentliche Aufstellung des Regiments jedoch dem Feldmarschalleutnant Friedrich Herzog von Württemberg übertragen worden). Nach Ablauf der Capitulation wurde das Regiment in die kaiserliche Armee übernommen.
- 1721 wurden Teile der aufgelösten Dragoner-Regimenter „Roma“ und „Tige“ eingegliedert.
- 1731 hatte das Regiment anlässlich seiner Verlegung (Überschiffung) aus Sizilien in die Lombardei seine Pferde zurücklassen müssen. Da sich der Personalbestand zu diesem Zeitpunkt auf einem sehr niedrigen Niveau befand, wurde das Regiment durch Teile der Auctionskompanie des Regiments „Batthyányi“, „Württemberg“, sowie der Dragoner-Regimenter „Bayern“ (1740 aufgelöst) und „Liechtenstein“ (1775 aufgelöst) aufgefüllt.
- 1740 wurde die Grenadier- und drei ordinäre Kompanien des aufgelösten Dragoner-Regiments „Ludwig von Württemberg“ eingegliedert.
- 1760 Zunächst Umwandlung in ein Chevauxlegersregiment, jedoch noch im Dezember des gleichen Jahres wieder Rückumwandlung in ein Dragonerregiment.
- 1768 musste die Grenadierkompanie an das neu aufgestellte 2. Carabinier-Regiment (später Dragonerregiment Nr. 1) abgegeben werden. Im Gegenzug wurde eine Eskadron des aufgelösten Kürassier-Regiments „de Ville“ eingegliedert.
- 1779 Umwandlung in ein Chevauxlegers-Regiment
- 1785 wurde dem Regiment eine Division des Ulanen-Freikorps zugeteilt
- 1786 musste davon eine Eskadron an das „Kinsky Chevauxlegersregiment“ (später Dragonerregiment Nr. 10) abgegeben werden. Der Personalbestand der betroffenen Division wurde durch Neuanwerbungen wieder komplett gemacht.
- 1791 wurde diese Division an das neu formierte, spätere Ulanenregiment Nr. 1 abgegeben.
- 1798 Umbenennung in Dragoner-Regiment (leichtes) Nr. 10.
- 1802 Umwandlung in Chevauxlegersregiment Nr. 3. Es erhielt die Majors-Division des aufgelösten Dragoner-Regiments „Kronprinz Nr. 2“ zugeteilt.
- 1851 Umwandlung in Ulanenregiment Nr. 8
- 1860 wurde die 4. Division an das neu aufgestellte Freiwilligen-Ulanen-Regiment (später Ulanenregiment Nr. 13) abgegeben.

## Ergänzungen
- 1781–1807 aus Nieder- und Oberösterreich
- 1807 aus Böhmen
- 1813 aus Galizien
- 1853–57 aus dem Werbebezirk des Infanterieregiments Nr. 58 (Stanislau)
- 1857–60 aus den Werbebezirken der Infanterieregimenter Nr. 30 und Nr. 58 (Lemberg, Stanislau)
- 1857–72 aus den Werbebezirken der Infanterieregimenter Nr. 9 und Nr. 58 (Stryj, Stanislau)
- 1872–75 aus dem Werbebezirk des Infanterieregiments Nr. 58.
- 1873–83 aus den Werbebezirken der Infanterieregimenter Nr. 24 und 58 (Kolomea und Stanislau)
- 1883–89 aus dem Werbebezirk des Infanterieregiments Nr. 95 (Czortków)

## Friedensgarnisonen
| I. | II. | III. |
| --- | --- | --- |
| - 1718–1730 Neapel und Sizilien - 1731–34 Lombardei - 1735–48 Mailand - 1749 Abbiate-grasso - 1753–56 Pest und Umgebung - 1763 Codogno - 1771 Szent Maria - 1773–1778 Stuhlweissenburg - 1779 Wien - 1780 Zolkiew - 1787–88 Miskolc - 1798 Padua - 1801 Tarnów - 1802 und 1805 Boberröhrsdorf - 1806 Lauffen (Oberösterreich) - 1807 Ried - 1808–09 Wels | - 1810 Bochnia - 1811–12 Gródek, dann Zolkiew - 1814–15 Rzeszów - 1816 Tarnopol - 1821 Ungarisch Brod - 1822 Wien - 1823 Gyöngyös - 1824 Debreczin - 1825 Horodenka - 1831 Gródek - 1832 Reps - 1836–48 Nagy-Enyed - 1849 Mediasch - 1850 Újpest, dann Kecskemét - 1851 Alt-Arad - 1853 Ruma - 1854 Buzen (Walachei) | - 1855 Bukarest - 1856 Maria-Theresiopel - 1857 Tolna - 1859 Wessely - 1859–60 Raab - 1861 Rákoš-Palota - 1863–66 Neuhäusel - 1866 Debreczin - 1872 Grosswardein - 1874 Gródek - 1887 Lemberg - 1886 Neuhäusel - 1888 Jaroslau - 1890 Stanislau - 1897 Czortków - 1899 Wien - 1914 Stab, I. Div: Czernowitz – II. Div: Neu Schutschka (heute ein Stadtteil von Czernowitz) |

### Regimentsinhaber
- 1718 Obrist Wilhelm Friedrich, Markgraf zu Brandenburg-Anspach (Onolzbach)
- 1723 Obrist Carl Wilhelm Friedrich Markgraf zu Brandenburg-Anspach (Bei der Verleihung war der Markgraf noch minderjährig. Daher wurden die Inhaberrechte zunächst durch den General der Kavallerie Prinz Heinrich von Württemberg als „Ober-Inspector“ des Regiments ausgeübt.)
- 1726 Obrist Herzog Johann August von Sachsen-Gotha-Altenburg,
- 1767 Feldmarschallleutnant Johann Graf Bettoni
- 1773 General der Kavallerie Joseph Fürst Lobkowitz
- 1803 Feldmarschalleutnant Andreas Graf O’Reilly
- 1832 Generalmajor Bartholomäus Graf Alberti de Pola
- 1836 Feldmarschalleutnant Paul Freiherr von Wernhardt
- 1846 Oberst Erzherzog Ferdinand Maximilian
- 1864 Maximilian I. Kaiser von Mexiko
- 1867–68 unbesetzt
- 1868–84 General der Kavallerie Carl Graf von Bigot de St. Quentin
- 1884–87 unbesetzt
- 1887 Feldmarschalleutnant Victor Freiherr von Ramberg

### Regiments-Kommandanten
| I. | II. | III. |
| --- | --- | --- |
| - 1718 Obrist Freiherr Czeika von Olbranowitz - 1728 der Inhaber Obrist Prinz von Sachsen-Gotha - 1734 Obristlieutenant Hannibal Freiherr von Schmerzing - 1735 Obrist Georg Freiherr von Kalkreuth - 1742 Obrist Friedrich Arnold von Winkelmann - 1746 Obrist Franz Freiherr von Levenehr - 1748 Obrist Heinrich Freiherr von Stappel - 1753 Obrist Heinrich Isaak de Petit - 1753 Obrist Carl Graf O’Donell - 1757 Obrist Franz Graf Pompeati - 1768 Obrist Ernst Freiherr von Blankenstein - 1775 Oberst Joseph Graf Berchthold - 1779 Oberst Joseph Graf Auersperg - 1788 Oberst Michael von Melas - 1788 Oberst Georg Ludwig Freiherr von Buccow - 1789 Oberst Andreas Keppner - 1789 Oberst Carl Freiherr Mack von Leiberich | - 1793 Oberst Paul Freiherr von Winkler - 1796 Oberst Hannibal Marquis Sommariva - 1799 Oberst Max Joseph Fürst Thurn und Taxis - 1800 Oberst Bernhard Grosser - 1805 Oberst Friedrich Graf Degenfeld-Schonburg - 1807 Oberst Leopold Freiherr von Rothkirch - 1809 Oberst Simon von Sardagna - 1812 Oberst Johann Heinrich Graf Auersperg - 1819 Oberst Aurelius Chevalier Provasi - 1824 Oberst Carl Freiherr von Wuesthoff - 1832 Oberst Franz Graf Kesselstadt - 1833 Oberst Carl von Stahel - 1840 Oberst Carl Freiherr von Schwarzenau - 1848 Oberst Alois von Hollner - 1848 Oberst Adam Graf Waldstein-Wartenberg - 1849 Oberst Ludwig Losy von Losenau - 1849 Oberst Adolph Schönberger | - 1849 Oberst Joseph Edler von Berger - 1852 Oberst Anton Freiherr Dobrženský von Dobrženitz - 1858 Oberst Heinrich Graf Coudenhove - 1860 Oberst Carl Freiherr von Simbschen - 1864 Oberst Heinrich Graf Wurmbrand-Stuppach - 1867 Oberst Robert von Kutschenbach - 1873 Oberst Eduard Leipold - 1878 Oberst Joseph Rott - 1883 Oberst Friedrich Schmerek - 1885 Oberst Jacob von Zwehl - 1887 Oberst Friedrich Tilemann - 1890 Oberst Hyacinth Edler von Schulheim - 1891 Oberst Adalbert Redlich - 1893 Oberst Clemens Freiherr Preuschen von und zu Liebenstein - 1898 Oberst Georg Bach von Klarenbach - 1899 Oberstlieutenant Alois Hoppe - 1900 Oberst Svetozar Davidov von Illánesa - 1914 Oberst Rudolf Edler von Dokonal |

## Gefechtskalender
→Krieg der Quadrupelallianz
- 1718 sofort nach Übernahme in kaiserliche Dienste wurde das Regiment nach Italien bzw. Neapel in Marsch gesetzt
- 1719 Verlegung nach Sizilien mit Teilnahme an der Schlacht bei Francavilla.
- 1720 Detachierung zu den in West-Sizilien operierenden Truppen

→Polnischer Thronfolgekrieg
- 1731 Verlegung nach Neapel.
- 1734 Gefecht bei Colorno und Quistello, Schlacht bei Parma, und Schlacht bei Guastalla.
- 1735 Sicherungs- und Patrouillendienste in Oberitalien und Tirol, ohne Gefechtstätigkeit
- 1737–39 Sicherungs- und Patrouillendienste in der Lombardei

→Österreichischer Erbfolgekrieg
- 1741 Verlegung nach Österreich. Teilnahme am Winterfeldzug in Oberösterreich und Bayern.
- 1743 Zunächst Sicherungs- und Patrouillendienste am Inn, danach Verlegung in die Oberpfalz
- 1744 Mit der Hauptarmee an der Einnahme von Lauterburg beteiligt. Danach Detachierung nach Böhmen.
- 1745 Teile des Regiments waren in Schlesien bei dem Überfall auf Kosel und dem Gefecht bei Neustadt beteiligt. Das anschließend mit der Grenzsicherung beauftragte Regiment erlitt im Scharmützel bei Hultschin einige Verluste.
- 1746 Verlegung nach Oberitalien mit Beteiligung am Gefecht bei Rottofreno. Im weiteren Verlauf des Feldzuges hatte der Verband keine Gefechtstätigkeit mehr.

→Siebenjähriger Krieg
- 1756 Sicherungs- und Patrouillendienste in Mähren.
- 1757 Mit der Armee des Feldmarschall Daun in der Schlacht bei Kolin eingesetzt. Der Regiments-Kommandant Graf O’Donell wurde in Anerkennung der gezeigten Haltung des Regiments außerplanmäßig zum General befördert. Der stellvertretende Regiments-Kommandant Oberstlieutenant Graf Pompeati wurde zum Oberst befördert und erhielt das Kommando über das Regiment. Kämpfe im Gefecht bei Görlitz, der Schlacht bei Breslau und Schlacht bei Leuthen sowie späteren nochmaligen späteren Gefechten bei Breslau.
- 1758 Dem Korps de Ville in Schlesien zugeteilt, war das Regiment bei der Belagerung von Neisse beteiligt
- 1759 Zunächst mit der Hauptarmee, später im Korps Loudon. Keine Gefechtstätigkeit
- 1760 Gefecht bei Töpliwoda. Teilnahme an der Schlacht bei Landeshut, und der Schlacht bei Liegnitz.
- 1761 Sicherungs- und Patrouillendienste in Schlesien, ohne Gefechtstätigkeit
- 1762 Gefecht bei Peilau

→Bayerischer Erbfolgekrieg
- 1778–79 Zur Armee in Böhmen detachiert, zeichnete sich eine Division unter Oberstlieutenant Graf Auersperg im Gefecht bei Brüx aus

→Russisch-Österreichischer Türkenkrieg (1787–1792)
- 1788 Anfänglich nach Syrmien, später in das Banat kommandiert, beteiligten sich Abteilungen an dem Gefecht bei Bezanja und bei Belgrad (Ausfall am 22. Juli). Danach Rückzug von Karansebes
- 1789 Teilnahme an der Belagerung von Belgrad

→Koalitionskriege
- 1790 Mit der Observations-Armee in Mähren
- 1793 Die Oberstlieutenants-Division unter Marquis Sommariva in den Niederlanden kämpfte mit Auszeichnung bei Marchiennes und bei Orchies

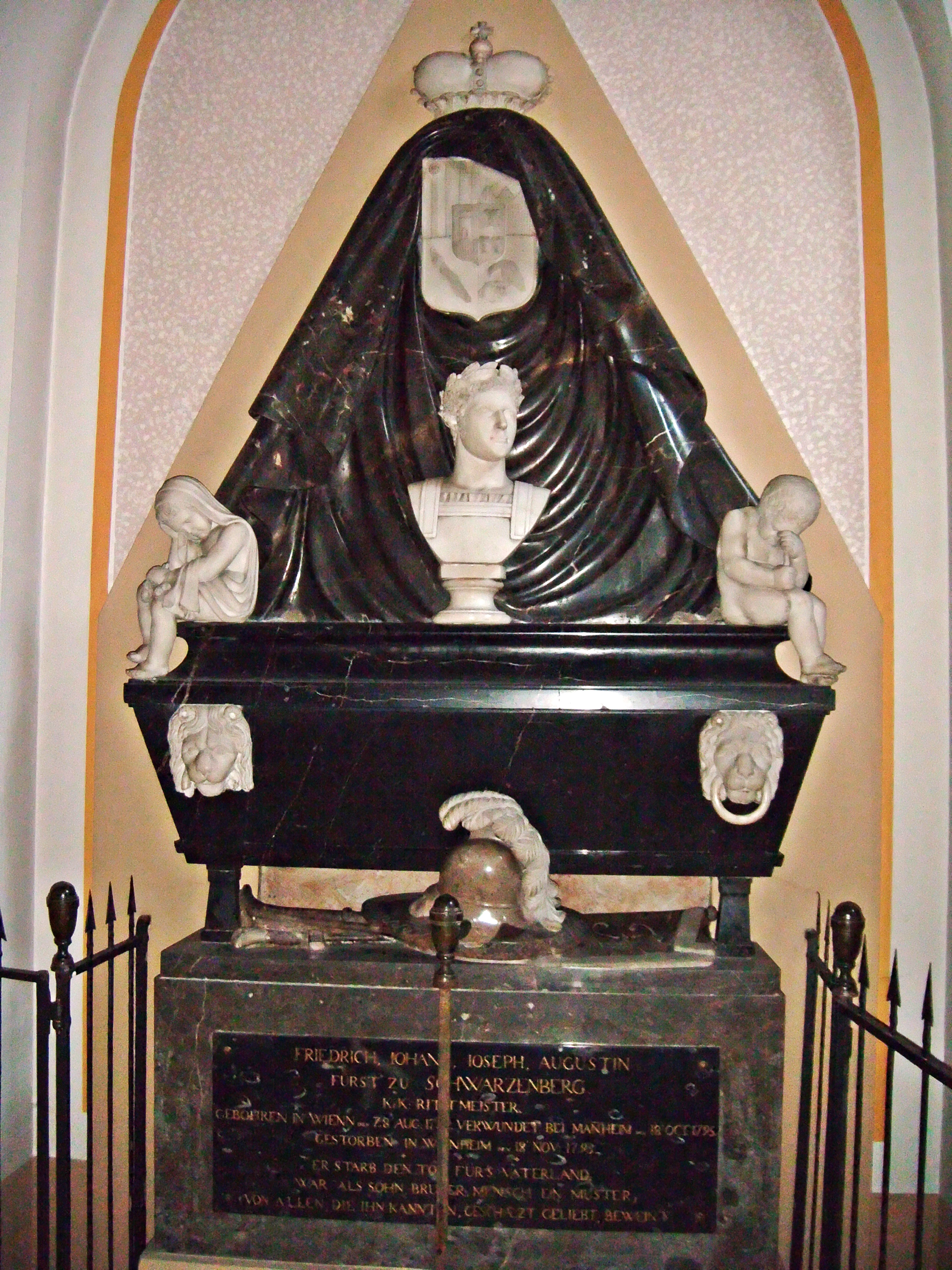
Grabmal des Regimentsangehörigen, Rittmeister Fürst Schwarzenberg, in der St. Laurentiuskirche, Weinheim

- 1794 Diese Division kämpfte im Gefecht bei Landrecies (16. April) und vereinigte sich dann mit den nachgerückten beiden anderen Divisionen, welche vorher an der Schlacht bei Cateau beteiligt waren. Später nahm das Regiment an einigen Gefechten an der Sambre, dann den Schlachten bei Charleroi und Fleurus teil, eine Eskadron war noch bei der Verteidigung von Lüttich beteiligt.
- 1795 kämpfte die Einheit mit Auszeichnung bei der Erstürmung des befestigten Lagers von Neckarau, im Rahmen der Belagerung Mannheims; später bei der Verteidigung von Edigheim. Bei Mannheim-Neckarau wurde der Regimentsangehörige, Rittmeister Fürst Friedrich Johann Nepomuk zu Schwarzenberg tödlich verwundet. Man errichtete ihm ein aufwändiges Denkmal im nahen Sterbeort Weinheim. Es befindet sich heute in der dortigen katholischen Pfarrkirche St. Laurentius und man kann noch das Sterbezimmer Schwarzenbergs besichtigen.
- 1796 Zum Oberrhein kommandiert, nahmen Abteilungen an den Gefechten bei Schwetzingen, Frankenthal und Rastatt, später an den Schlachten bei Teining-Amberg und Emmendingen teil. Im Dezember kam es zur Belagerung von Kehl.
- 1797 Verlegung nach Tirol und nach Kärnten, ohne Gefechtseinsatz
- 1799 Nach Italien verlegt, kämpfte das Regiment bei Verona und Magnano und war vorübergehend bei der Belagerung von Tortona beteiligt. Kämpfe in der Schlacht an der Trebbia. Abteilungen kämpften noch bei Novi, Fossano, Pinerolo, Castelletto, Madona del’Olmo, Centallo, Beinette, und bei Genola. Der Regiments-Kommandant Oberst Marquis Sommariva erhielt für die Beteiligung an der Schlacht bei Magnano den Militär-Maria-Theresia-Orden
- 1800 Abteilungen des Regiments kämpften bei Ivrea, Casteggio, der Schlacht bei Marengo sowie später bei Valeggio. Rittmeister von Sardagna, der sich bei Casteggio erneut ausgezeichnet hatte, erhielt den Militär-Maria-Theresia-Orden.
- 1805 Zum Korps Kienmayer an den Inn kommandiert, kämpfte der Verband in der Schlacht bei Austerlitz. Der Regimentsinhaber Feldmarschalleutnant O’Reilly wurde für das Gefecht bei Caldiero mit dem Kommandeurskreuz des Militär-Maria-Theresia-Orden ausgezeichnet.
- 1809 Zur Division Jellacic im salzburgischen Gebiet abgestellt, kämpften Abteilungen des Regiments in den Gefechten bei Waging und Anthering. Beim Rückzug der Division verblieb nur eine Eskadron bei dieser, die übrigen sieben stießen zur Hauptarmee im Marchfeld und kämpften mit besonderen Auszeichnung in der Schlacht bei Aspern und der Schlacht bei Wagram. Die 2. Majors-Division war vorübergehend in den Brückenkopf von Pressburg detachiert. Der Regimentskommandant Oberst Freiherr von Rotkirch wurde für die Leistung des Regiments bei Aspern außerplanmäßig zum Generalmajor befördert.

→Russlandfeldzug
- 1812 Dem Auxiliar-Korps des Fürsten Schwarzenberg zugeteilt, kämpfte das Regiment bei Podubie, Ploska, Krimini und Guidawa. Durch einen Überfall der Russen auf das Regimentslager bei Nieswiez verloren drei Eskadronen zahlreiche Gefangene.

→Befreiungskriege
- 1813 Das Regiment kämpfte bei Dresden, Abteilungen bei Freiburg, an der Flöha, bei Chemnitz und Penig. Gefecht bei Liebertwolkwitz und Teilnahme an der Völkerschlacht bei Leipzig. Oberstlieutenant Fürst A. Windisch-Graetz wurde hier mit dem Militär-Maria-Theresia-Orden ausgezeichnet
- 1814 Der leichten Division Moriz Liechtenstein zugeteilt, nahmen Abteilungen an den Gefechten bei Salins, Maisons-blanches, Moret, Villemaure, Troves und einigen weiteren kleineren Scharmützeln teil.

→Herrschaft der Hundert Tage
- 1815 Das Regiment wurde dem I. Reserve-Korps zugeteilt und hatte keine Gefechtstätigkeit.

→Revolution von 1848/1849 im Kaisertum Österreich
- 1848 Das Regiment war nach Siebenbürgen kommandiert und gelangte meist nur Abteilungsweise zum Einsatz. Zwei Eskadronen zersprengten das 1000 Mann starke Insurgentenlager bei Radnóth, eine Eskadron kämpfte im Verband der Kolonne Urban bei Vajda-Szent-Iványi und Szamos-Ujvár. Andere Abteilungen kämpften bei der Einnahme von Klausenburg, dem Gefecht bei Deés und dem Gefecht bei Csucsa. Eine Eskadron beteiligte sich an dem Zug gegen Arad mit den Gefechten bei Lippa und Arad.
- 1849 Zwei Eskadronen kämpften bei Gálfalva, zwei weitere bei Hermannstadt. Zwei Divisionen kämpften bei Szaszváros und Piski, das gesamte Regiment dann bei Mediasch. Auf dem Rückzug nach Kronstadt bestand es noch einige kleinere Scharmützel und verlegte dann in die Walachei. Teilnahme am Feldzug in das Banat, hier war eine Division an der Verteidigung von Weisskirchen beteiligt. Im Sommerfeldzug kämpfte das Regiment bei Szemere und Bükszád. Detachierte Abteilungen nahmen an der Verteidigung der Festung Carlsburg und Temesvár teil. Ein Nachschubtransport unter Unterlieutenant Heinz im Verband der Kolonne Urban führte ein erfolgreiches Scharmützel bei Maros-Vásárhely. Eine aus Ergänzungsabteilungen zusammengesetzte Division hatte sich der Südarmee des Banus angeschlossen und führte in diesem Verband einige kleinere Gefechte

→Deutscher Krieg
- 1866 Mit fünf Eskadronen war das Regiment der 1. Reserve-Kavallerie-Division der Nordarmee zugeteilt. Zwei Eskadronen konnten sich unter starken Verlusten im Gefecht bei Červená Hora aus einer Umklammerung durch starke preußische Kräfte befreien. Teile des Regiments kämpften in der Schlacht bei Königgrätz und Göding.

→Erster Weltkrieg
Im Ersten Weltkrieg kämpften die Ulanen zunächst kavalleristisch auf allen Kriegsschauplätzen im Osten und Südosten. Ob sie hierbei im geschlossenen Regimentsverband oder Eskadronsweise aufgeteilt als Divisionskavallerie eingesetzt waren, ist gegenwärtig nicht bekannt. Wie alle Kavallerie-Regimenter wurde auch dieses letztendlich infanteristisch verwendet.

## Status und Verbandszugehörigkeit 1914
- XI. Korps – 8. Kavallerie Truppendivision – 13. Kavalleriebrigade
- Nationalitäten: 80 % Polen – 20 % Verschiedene
- Regimentssprache: polnisch

## Verbleib
Bei Kriegsende 1918 befand sich das Regiment in Ostgalizien. Dort verliert sich seine Spur.

## Adjustierung
- 1738: Dragoner-Regiment: Roter Rock, blaue Aufschläge
- 1757: dunkelblauer Rock, ponceaurote Aufschläge, blaue Hosen
- 1765: roter Rock, hellblaue Egalisierung, weiße Hosen, weiße Knöpfe
- 1767: weißer Rock, hellblaue Egalisierung, weiße Hosen, weiße Knöpfe (nicht durchgeführt)
- 1773: Chevauxlegers-Regiment – unverändert
- 1798: Dragoner-Regiment Nr. 10 – dunkelgrüner Rock, hellblaue Egalisierung, weiße Knöpfe
- 1802: Chevauxlegers-Regiment Nr. 3 – weißer Rock, hell- später scharlachrote Egalisierung, weiße Hosen, gelbe Knöpfe
- 1850: dunkelgrüner Waffenrock und Pantalons, carmoisinrote Egalisierung, gelbe Knöpfe (nicht durchgeführt)
- 1851: Ulanen-Regiment Nr. 8 – scharlachrote Czapka, dunkelgrüne Ulanka und Pantalons, scharlachrote Egalisierung, weiße Knöpfe
- 1865: krapprote Tatarka, lichtblaue Ulanka, krapprote Egalisierung und Hosen, weiße Knöpfe
- 1876: krapprote Czapka, lichtblaue Ulanka, krapprote Egalisierung und Stiefelhosen, weiße Knöpfe

## Gliederung
Ein Regiment bestand in der Österreichisch-Ungarischen Kavallerie in der Regel ursprünglich aus drei bis vier (in der Ausnahme auch mehr) Divisionen. (Mit Division wurde hier ein Verband in Bataillonsstärke bezeichnet. Die richtige Division wurde Infanterie- oder Kavallerie-Truppendivision genannt.) Jede Division hatte drei Eskadronen, deren jede wiederum aus zwei Kompanien bestand. Die Anzahl der Reiter in den einzelnen Teileinheiten schwankte, lag jedoch normalerweise bei etwa 80 Reitern je Kompanie.
(Bei der, durch Kaiser Joseph II. begonnenen Heeresreform war allerdings die Kompaniegliederung innerhalb der Kavallerie aufgegeben worden.)
Die einzelnen Divisionen wurden nach ihren formalen Führern benannt:
- die 1. Division war die Oberst-Division
- die 2. Division war die Oberstlieutenant (Oberstleutnant)-Division
- die 3. Division war die Majors-Division
- die 4. Division war die 2. Majors-Division
- die 5. Division (falls vorhanden) wurde 3. Majors-Division genannt

Im Zuge der Heeresreform wurden die Kavallerie-Regimenter ab 1860 auf zunächst drei und dann auf zwei Divisionen reduziert.
Bedingt durch die ständige Umbenennung sind die Regimentsgeschichten der österreichisch-ungarischen Kavallerie nur sehr schwer zu verfolgen. Hinzu kommt die ständige und dem Anschein nach willkürliche, zu Teil mehrfache Umklassifizierung der Verbände. (Zum Beispiel: K.u.k. Böhmisches Dragoner-Regiment „Fürst zu Windisch-Graetz“ Nr. 14)